# Asociación Latinoamericana de Población

## Asociación Latinoamericana de Población
La Asociación Latinoamericana de Población (ALAP) es una organización científica sin fines de lucro dedicada al estudio de la dinámica demográfica en América Latina y el Caribe. Fundada en 2004, ALAP agrupa a investigadores, profesionales, instituciones académicas y organizaciones gubernamentales y no gubernamentales interesadas en los fenómenos poblacionales de la región. Su propósito es promover el desarrollo de la demografía como disciplina científica, fomentar el intercambio de conocimientos y contribuir al diseño de políticas públicas basadas en evidencia.

### Historia
La Asociación fue oficialmente constituida durante el I Congreso Latinoamericano de Población, celebrado en Caxambu, Brasil, en 2004. Desde entonces, ha organizado congresos bianuales que reúnen a especialistas de toda América Latina, así como de otras regiones del mundo.
En sus inicios, ALAP fue impulsada por investigadores vinculados a instituciones como la Comisión Económica para América Latina y el Caribe (CEPAL), el Centro Latinoamericano y Caribeño de Demografía (CELADE) y diversas universidades nacionales.

### Objetivos
Los objetivos principales de ALAP incluyen:
- Promover la investigación científica en temas demográficos en América Latina y el Caribe.
- Fomentar la formación de recursos humanos especializados en estudios de población.
- Impulsar la cooperación y el intercambio de conocimientos entre instituciones académicas y de gobierno.
- Contribuir al diseño de políticas públicas basadas en evidencia demográfica.

Estos objetivos se desarrollan mediante congresos, seminarios, publicaciones, grupos de trabajo temáticos y redes de colaboración.

### Actividades
ALAP organiza cada dos años el Congreso Latinoamericano de Población, considerado el principal foro regional sobre estudios poblacionales. También impulsa seminarios sobre temas como migración, envejecimiento, salud reproductiva y políticas públicas.
Publica la revista científica de acceso abierto Población y Sociedad, con revisión por pares, y coordina publicaciones en colaboración con organismos internacionales.

### Estructura organizativa
La estructura de ALAP incluye una Asamblea General, un Consejo Directivo y una Secretaría Ejecutiva. La Asamblea General es el órgano de gobierno compuesto por los miembros activos. El Consejo Directivo ejecuta las decisiones y coordina las actividades institucionales.
La Secretaría Ejecutiva se encarga de la gestión diaria y opera desde una institución académica anfitriona elegida cada período.

### Publicaciones destacadas
Además de su revista, ALAP ha editado diversas obras colectivas sobre temas relevantes para la región:
- Transformaciones demográficas y sociales en América Latina: Una perspectiva regional (2021).[7]

- Poblaciones indígenas y afrodescendientes en América Latina (2016), en colaboración con CEPAL.[8]

### Reconocimiento y cooperación internacional
ALAP mantiene vínculos con organizaciones como el Fondo de Población de las Naciones Unidas (UNFPA), la International Union for the Scientific Study of Population (IUSSP), CIESAS y FLACSO. Ha contribuido al fortalecimiento del campo demográfico en la región, especialmente en el marco de los Objetivos de Desarrollo Sostenible (ODS).